# Louisville (Geórgia)
Louisville é uma cidade localizada no estado americano de Geórgia, no Condado de Jefferson.

## Demografia
Segundo o censo americano de 2000, a sua população era de 2712 habitantes.
Em 2006, foi estimada uma população de 2680, um decréscimo de 32 (-1.2%).

## Geografia
De acordo com o United States Census Bureau tem uma área de 9,4 km², dos quais 9,3 km² cobertos por terra e 0,1 km² cobertos por água. Louisville localiza-se a aproximadamente 98 m acima do nível do mar.

## Localidades na vizinhança
O diagrama seguinte representa as localidades num raio de 24 km ao redor de Louisville.